# Australia Zoo

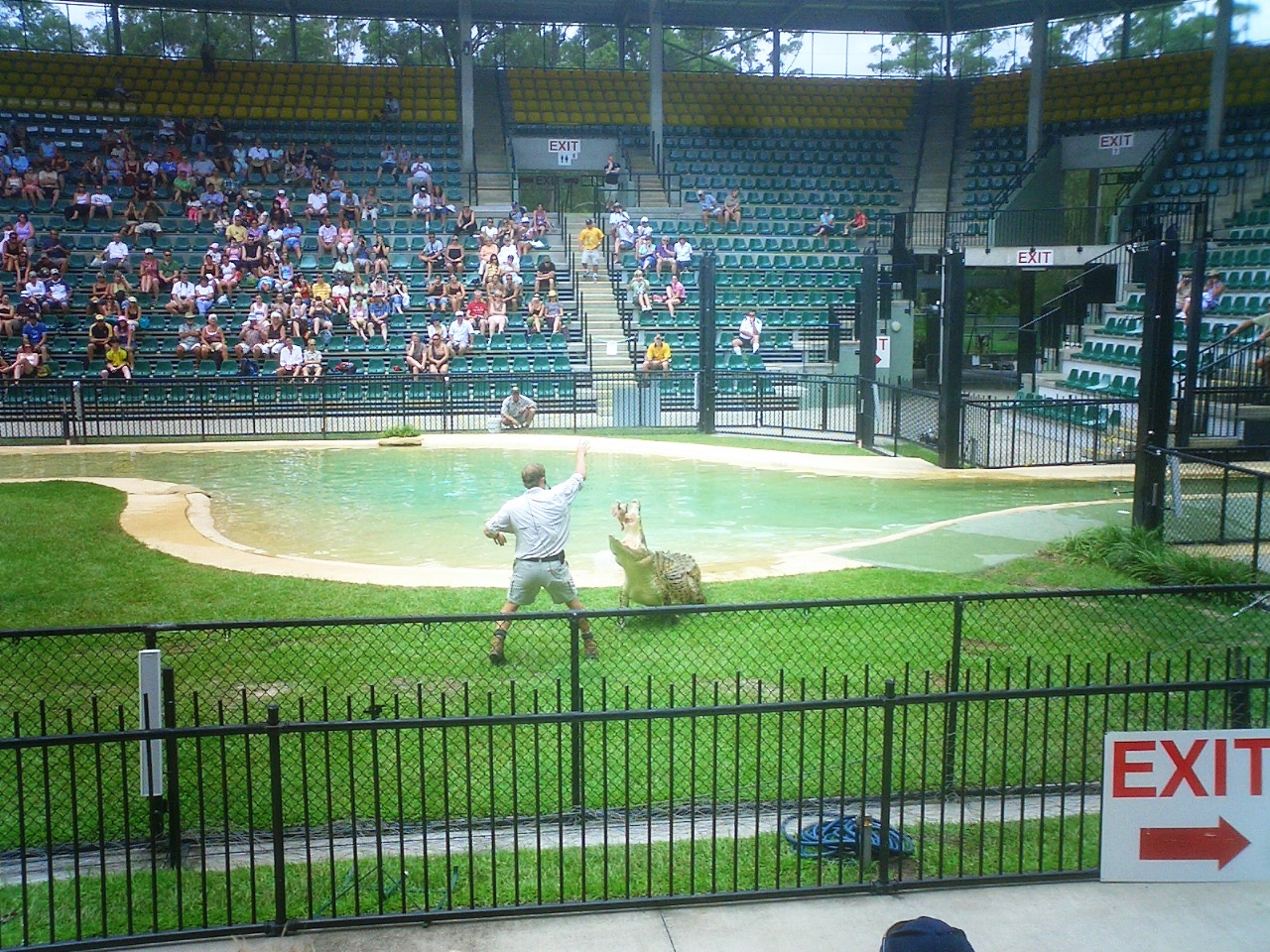
Krokodilshow vid Australia Zoo

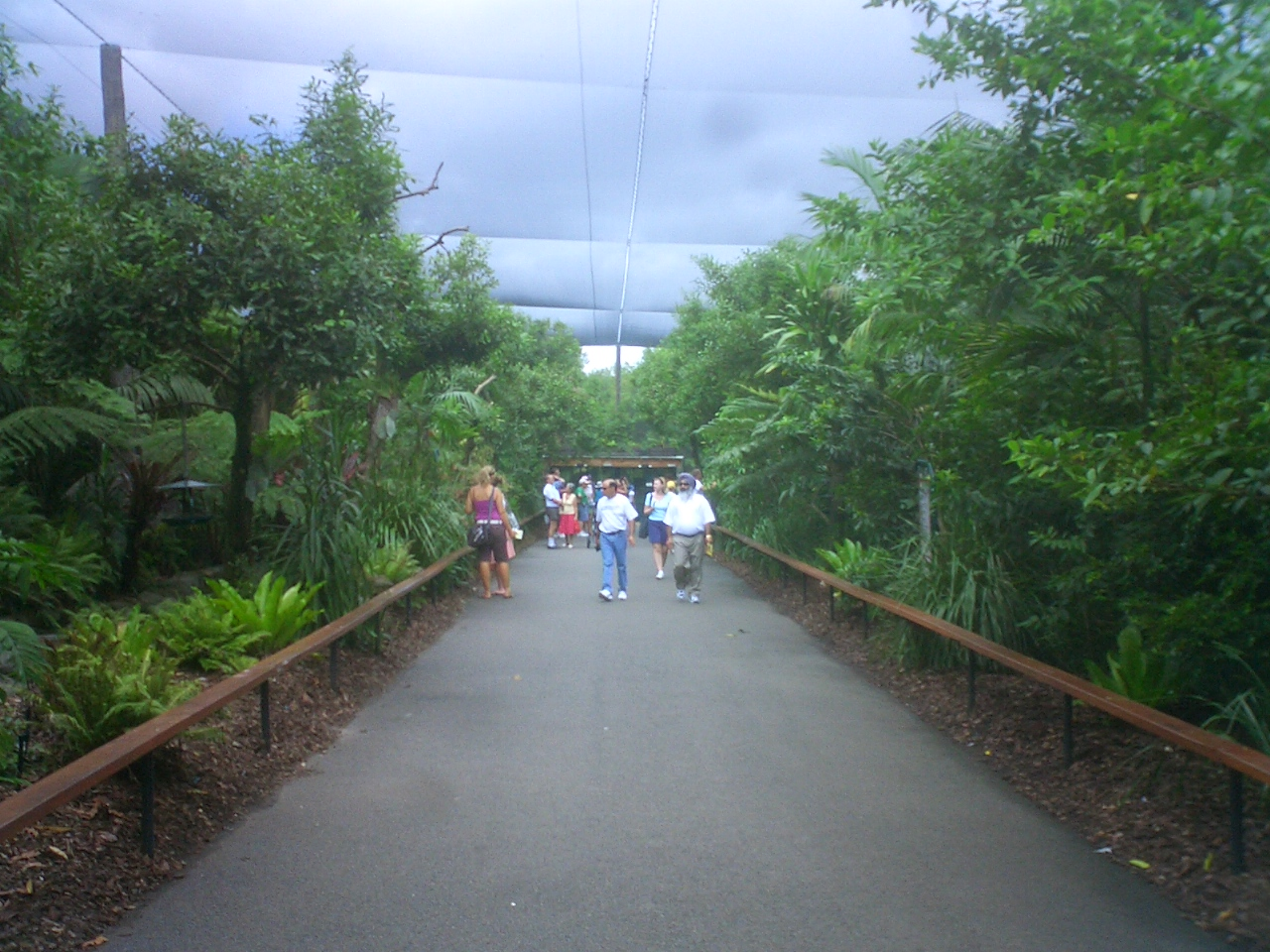
Voljären vid Australia Zoo

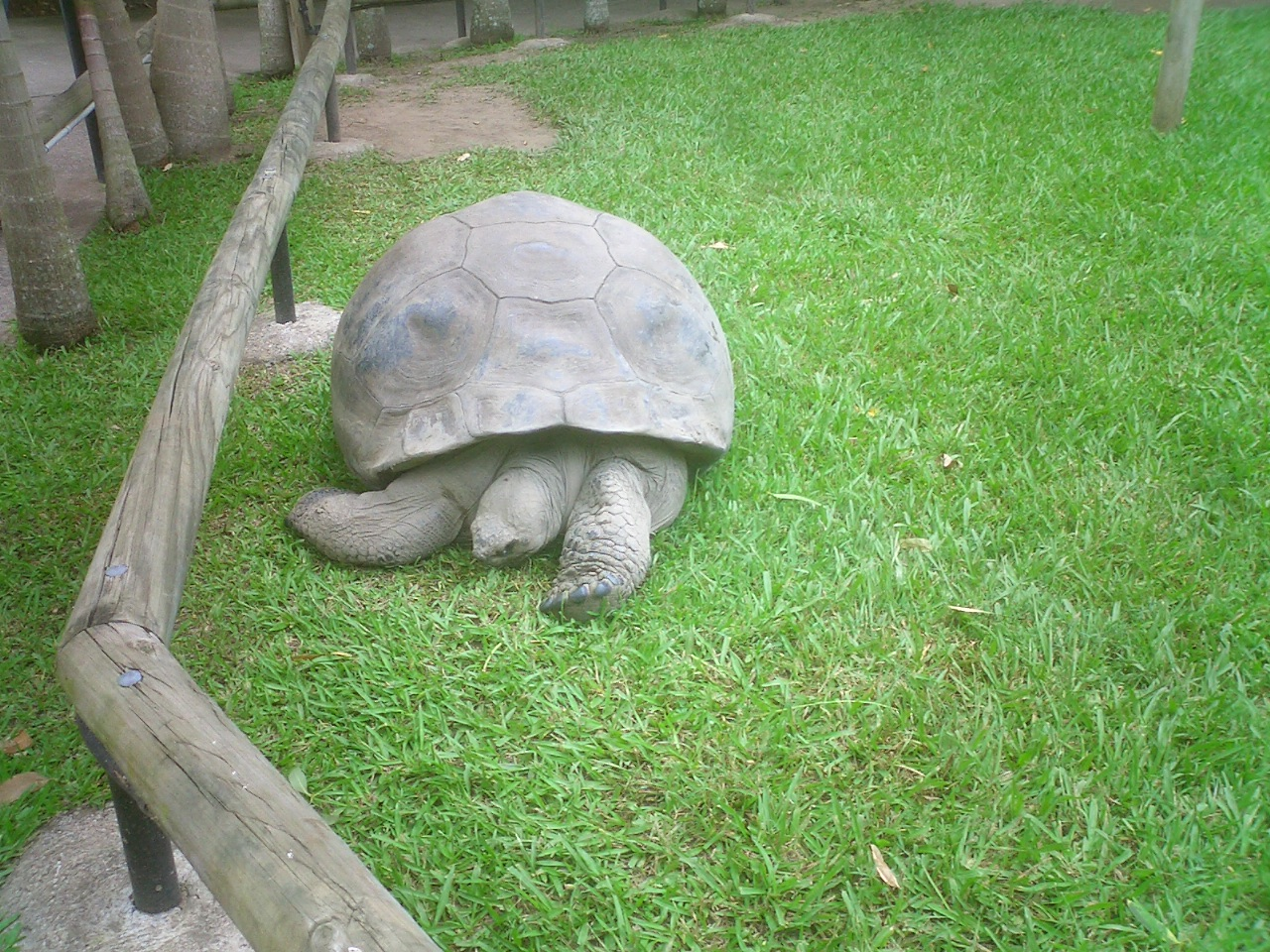
Harriet, den 176 år gamla galapagossköldpadda

Australia Zoo är en liten djurpark som mestadels visar upp reptiler. Djurparken ligger i staden Beerwah i Queensland, Australien. Den ägs av Irwinfamiljen; den nu avlidne Steve Irwin och hans änka Terri Irwin. Deras vildmarksdokumentärserie Krokodiljägaren gjorde djurparken till en stor turistattraktion.
Den är dock mest känd för sina krokodiler och utfödningen av dem som ofta sker inför publik. Djurparken är också känd att ha andra australiska djurarter som koalor, vombater, Tasmanska djävular, ormar, och (fram tills 2006) en stor galapagossköldpadda som hette Harriet. Denna ansågs vara världens äldsta levande djur då hon dog den 23 juni 2006 vid 176 års ålder. 
Australia Zoo sades vara den största turistattraktionen i Australien år 2003-2004. 

## Historia
Marken där djurparken nu står köptes år 1970 av Steve Irwins föräldrar, Lyn och Bob Irwin. Parken hette från början Beerwah Reptile Park. Över 10 år senare döptes den om till Queensland Reptile and Fauna Park och marken utökades till det dubbla när man köpte ytterligare 1,6 hektar. År 1987 öppnades Crocodile Environmental Park för att bland annat öka stödet för Deltakrokodilens bevaring.
Vid 1990-talet hade Crocodile Environmental Park blivit väldigt populär och sågs som unik för sin förevisning av krokodilutfödning i parken. År 1992 döptes parken om igen, då till Australia Zoo.

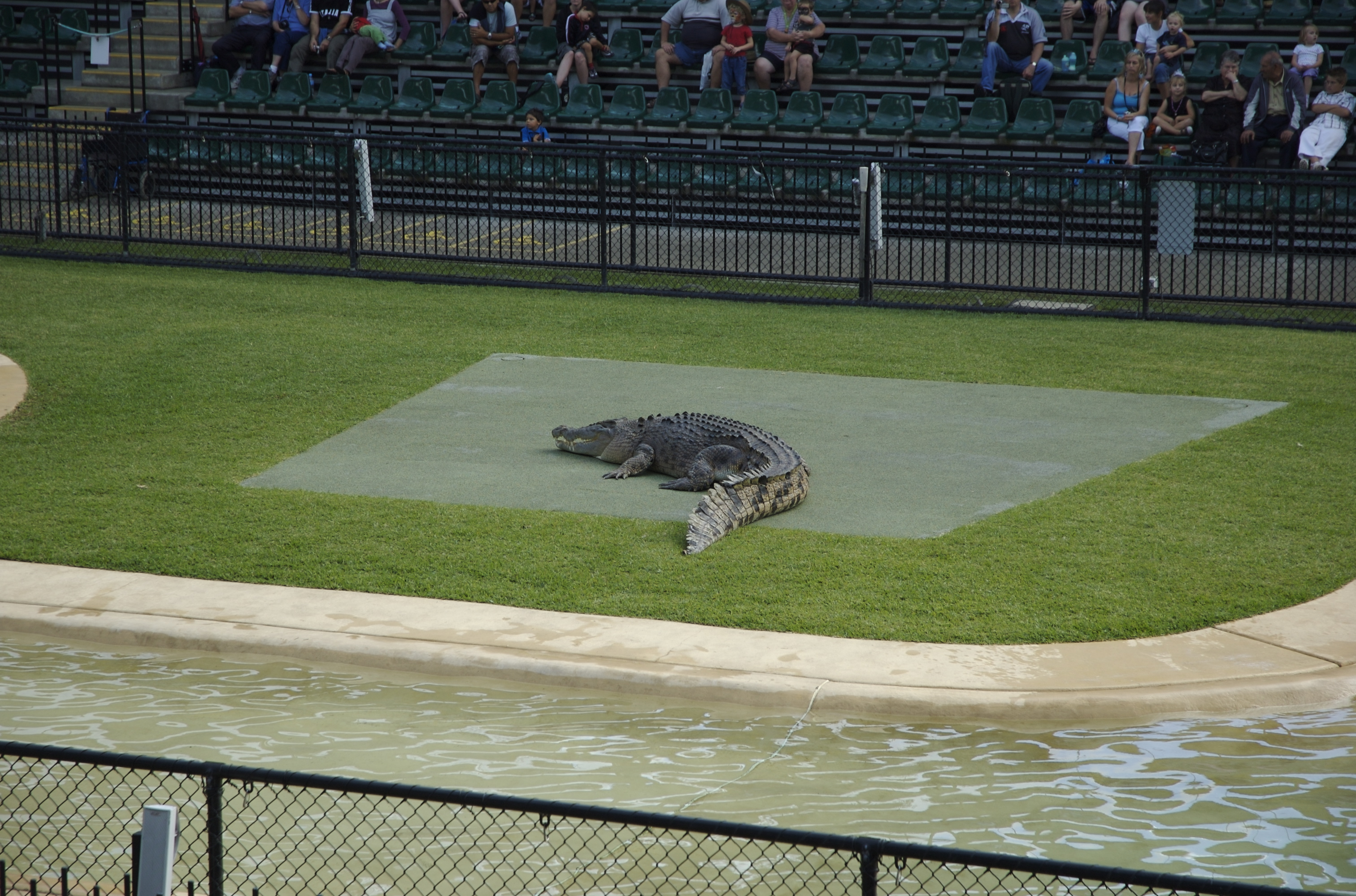
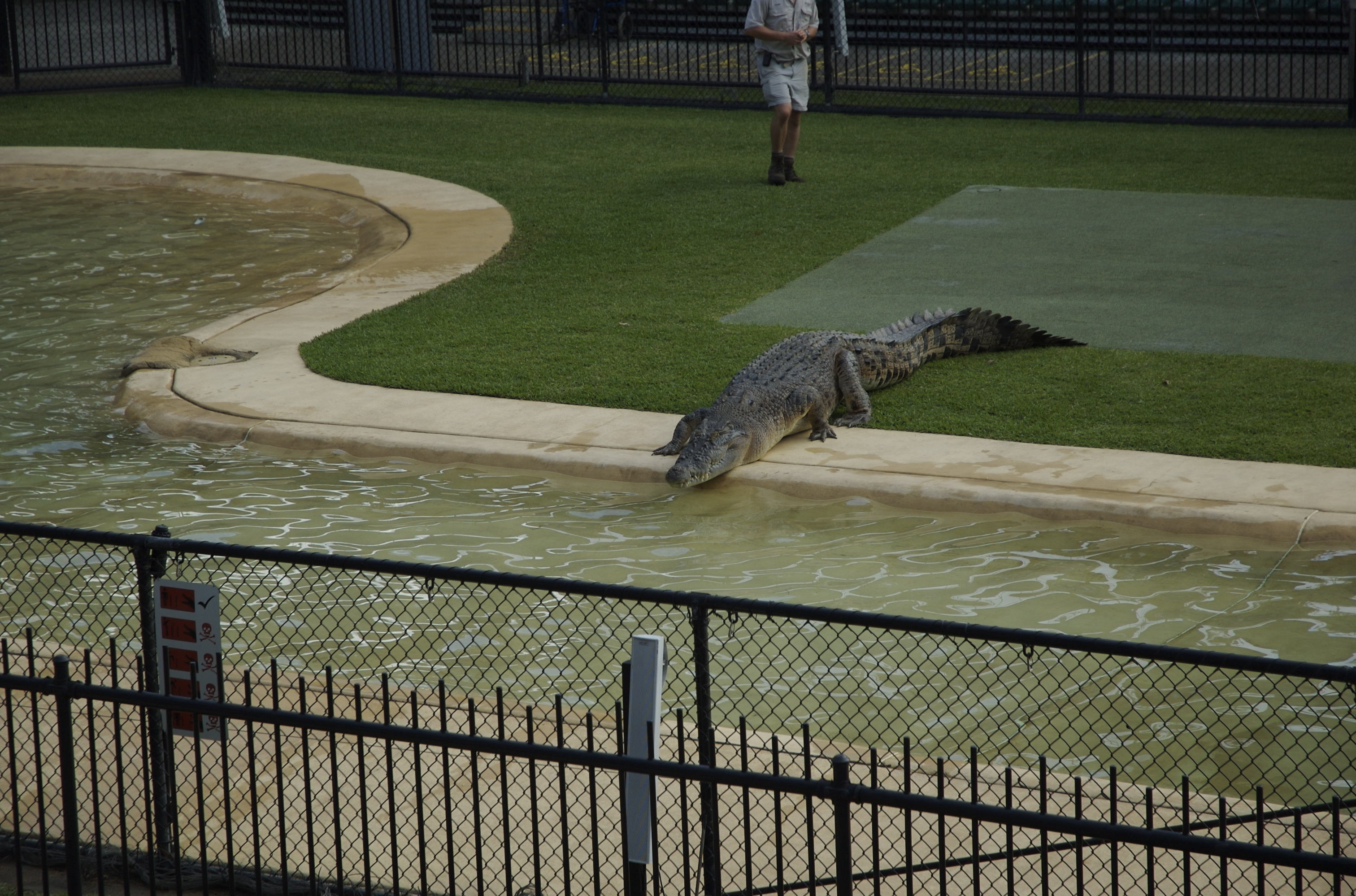
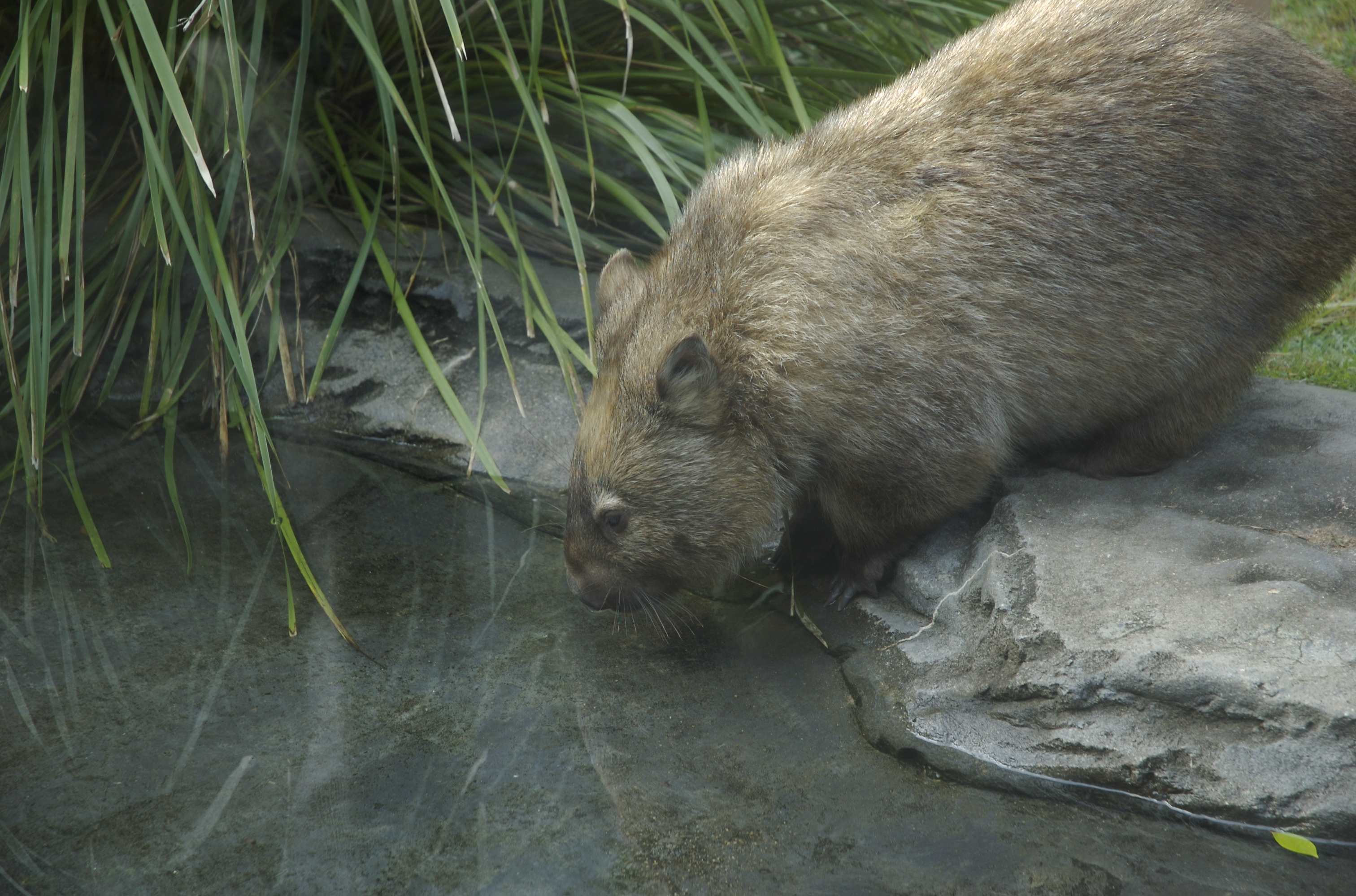
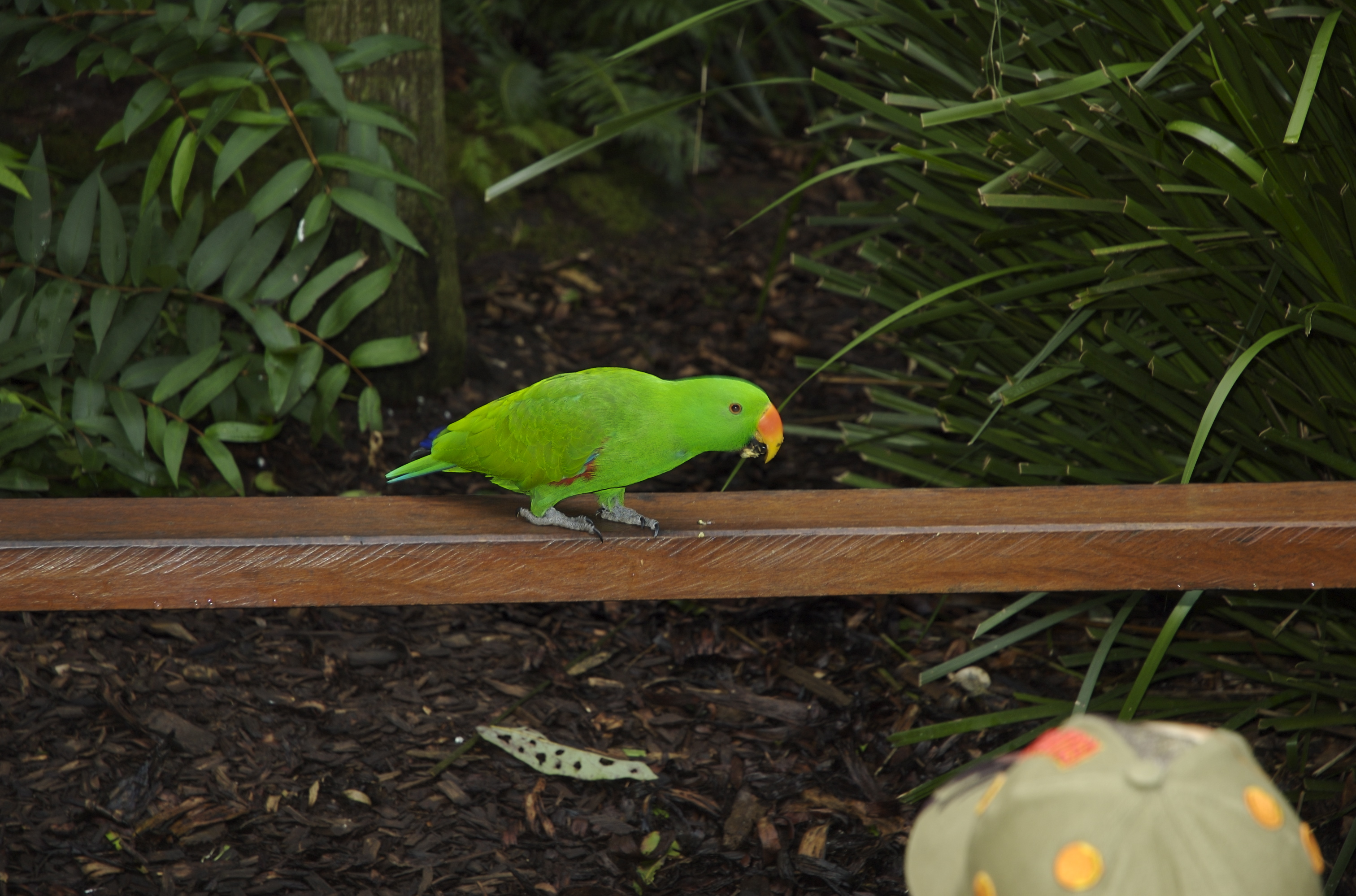